# Nuuk
Nuuk ou Nuque (em groenlandês/gronelandês: Nuuk, literalmente: "península em forma de cunha";  PRONÚNCIA; em dinamarquês: Godthåb, literalmente: "Boa Esperança") é a capital e maior cidade da Groenlândia, nação constituinte do Reino da Dinamarca, e o principal centro comercial, industrial, administrativo e de transportes do Ártico.

Nuuk é composta por uma cidade antiga, chamada Kolonihavnen (Nuutoqaq), com edifícios dos séculos XVIII e XIX, e por uma parte mais recente com edifícios de maior porte.

É uma das maiores cidades da região do Ártico. Durante os últimos trinta anos, tem sido caracterizada por um crescimento diverso e constante. De uma forma única, a cidade e seus habitantes têm sido capazes de se adaptar à dinâmica de desenvolvimento de uma sociedade tradicional da Groenlândia a uma cidade industrial moderna.                                 

O governo local tornou-se uma realidade na Groenlândia apenas em 1979, quando Nuuk teve seu nome alterado de Godthåb (que significava Boa Esperança), para seu nome atual. Foi a partir de então que a cidade começou a expandir-se.
Hoje, é o lar de muitos ramos da administração pública, tais como o Parlamento da Gronelândia, o Tribunal Gronelandês, a Biblioteca Nacional, o Museu Nacional e o Hospital Especializado Nacional. Possui instituições educacionais relevantes, como uma escola de nível secundário, um colégio de educação primária e a Universidade da Gronelândia, a única pública na nação. É sede ainda do Aeroporto de Nuuk.

## Etimologia
Nuuk é um nome gronelandês, significando “promontório“ ou “península em forma de cunha“, em alusão ao local onde a cidade foi fundada em 1728.

## História
A cidade tem uma longa história de diferentes habitações: primeiro pelos antigos povos do Ártico e paleo-esquimós, mais tarde, pelos viquingues exploradores do século X, e logo em seguida, pelos povos inuítes. Os inuítes e os viquingues viviam com pouca interação nesta área por volta de 1000 até aproximadamente 1500, quando a habitação nórdica parou, provavelmente devido à mudança do clima e da vegetação.
Depois de ter sido uma colónia norueguesa durante uns 400 anos, os vikings tinham desaparecido e não tinham dado sinal de vida nos últimos três séculos.

Em 1721, o missionário e colonizador norueguês-dinamarquês Hans Egede foi enviado à Gronelândia pelo rei da Dinamarca para procurar eventuais descendentes escandinavos das antigas expedições viquingues à região, no século XI.                                                  
Hans Egede chegou à região e estabeleceu-se na ilha de Kangeq. Não encontrou nenhuns descendentes desses antigos colonizadores nórdicos, mas entrou em contacto com a população inuíte da região, que lá vivia há séculos.                   
Mais tarde, em 1728, Hans Egede fundou a colónia dinamarquesa de "Godthåb" (”Boa Esperança”) no sítio chamado de "Nuuk" pelos moradores indígenas locais.  

Em 1733-1734 uma epidemia de varíola matou a maior parte da população nativa, bem como a esposa de Hans Egede.

Hans Egede voltou para a Dinamarca, após 15 anos na Gronelândia, deixando seu filho Paul Egede para continuar seu trabalho.
Em 1979, a cidade foi renomeada para Nuuk pelo governo da Gronelândia. Como o resto da Gronelândia, Nuuk tem hoje em dia uma população maioritariamente constituída por inuítes e minoritariamente por dinamarqueses. Atualmente, cerca de um quarto da população total da Gronelândia vive na região de Nuuk.

## Geografia

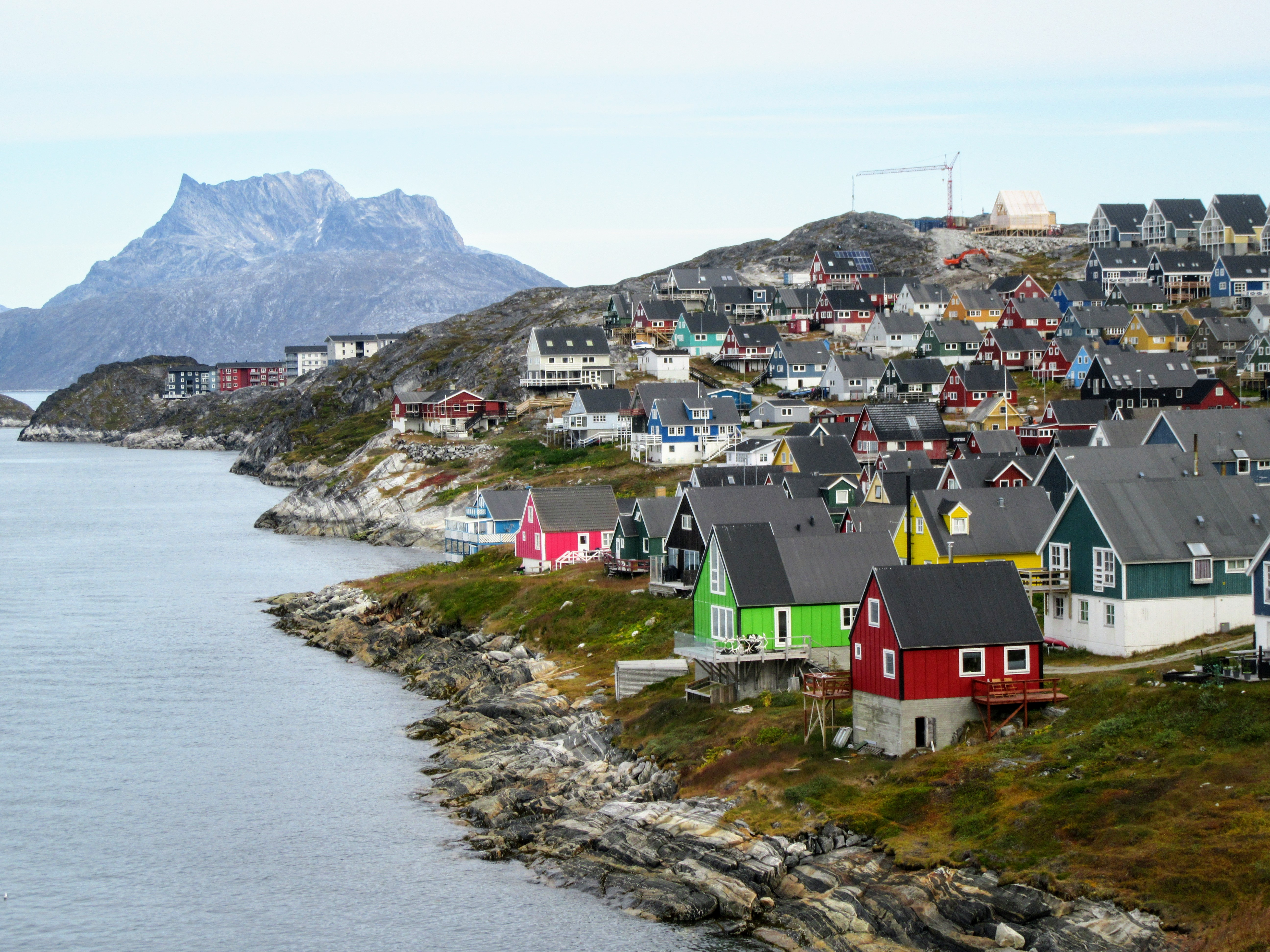
Nuuk, junto ao mar e à montanha

A cidade localiza-se na costa sudoeste da ilha, junto ao estreito de Davis que separa a Gronelândia do Canadá, estando situada a cerca de 240 quilômetros a sul do Círculo Polar Ártico. É, ainda, capital do município de Sermersooq - o segundo maior dos quatro grandes municípios da Groenlândia, que foi criado após a reforma municipal em 1º de janeiro de 2009. O município de Sermersooq tem sua área semelhante a da França e sua população aproximada é de 19 903 habitantes (2025).

### Clima
Nuuk tem um clima marítimo, influenciado pelo clima subártico, com invernos frios de muita neve e verões frescos. As temperaturas estão abaixo de zero durante o inverno e permanece um frescor no verão.
| Dados climatológicos para Nuuk (1981–2010)                       | Dados climatológicos para Nuuk (1981–2010) | Dados climatológicos para Nuuk (1981–2010) | Dados climatológicos para Nuuk (1981–2010) | Dados climatológicos para Nuuk (1981–2010) | Dados climatológicos para Nuuk (1981–2010) | Dados climatológicos para Nuuk (1981–2010) | Dados climatológicos para Nuuk (1981–2010) | Dados climatológicos para Nuuk (1981–2010) | Dados climatológicos para Nuuk (1981–2010) | Dados climatológicos para Nuuk (1981–2010) | Dados climatológicos para Nuuk (1981–2010) | Dados climatológicos para Nuuk (1981–2010) | Dados climatológicos para Nuuk (1981–2010) |
| Mês                                                              | Jan                                        | Fev                                        | Mar                                        | Abr                                        | Mai                                        | Jun                                        | Jul                                        | Ago                                        | Set                                        | Out                                        | Nov                                        | Dez                                        | Ano                                        |
| ---------------------------------------------------------------- | ------------------------------------------ | ------------------------------------------ | ------------------------------------------ | ------------------------------------------ | ------------------------------------------ | ------------------------------------------ | ------------------------------------------ | ------------------------------------------ | ------------------------------------------ | ------------------------------------------ | ------------------------------------------ | ------------------------------------------ | ------------------------------------------ |
| Temperatura máxima recorde (°C)                                  | 13,5                                       | 13,0                                       | 14,8                                       | 13,0                                       | 18,3                                       | 24,0                                       | 26,3                                       | 22,0                                       | 22,8                                       | 18,9                                       | 15,8                                       | 13,2                                       | 26,3                                       |
| Temperatura máxima média (°C)                                    | −5,5                                       | −5,8                                       | −4,9                                       | −0,9                                       | 3,9                                        | 8,5                                        | 11,2                                       | 10,1                                       | 6,5                                        | 2,0                                        | −1,4                                       | −3,1                                       | 1,4                                        |
| Temperatura média (°C)                                           | −7,5                                       | −7,5                                       | −7,4                                       | −2,5                                       | 1,8                                        | 5,4                                        | 8,0                                        | 7,6                                        | 4,5                                        | 0,6                                        | −3,2                                       | −4,7                                       | −0,5                                       |
| Temperatura mínima média (°C)                                    | −10,5                                      | −11,1                                      | −10,3                                      | −5,0                                       | −1,0                                       | 2,1                                        | 4,2                                        | 4,5                                        | 2,3                                        | −1,4                                       | −5,3                                       | −7,6                                       | −2,5                                       |
| Temperatura mínima recorde (°C)                                  | −32,5                                      | −29,6                                      | −27,5                                      | −20,0                                      | −15,0                                      | −10,3                                      | −6,6                                       | −4,7                                       | −8,2                                       | −16,6                                      | −24,4                                      | −22,2                                      | −32,5                                      |
| Precipitação (mm)                                                | 42,1                                       | 57,6                                       | 49,2                                       | 45,3                                       | 57,9                                       | 47,3                                       | 65,9                                       | 87,6                                       | 87,0                                       | 71,0                                       | 105,6                                      | 113,9                                      | 831,6                                      |
| Dias com precipitação                                            | 10,7                                       | 9,1                                        | 9,9                                        | 8,7                                        | 8,5                                        | 7,3                                        | 7,8                                        | 10,0                                       | 9,9                                        | 9,4                                        | 10,4                                       | 12,2                                       | 113,9                                      |
| Insolação (h)                                                    | 31                                         | 84                                         | 186                                        | 240                                        | 186                                        | 150                                        | 186                                        | 124                                        | 90                                         | 62                                         | 30                                         | 0                                          | 1 369                                      |
| Fonte: Météo Climat                                              |                                            |                                            |                                            |                                            |                                            |                                            |                                            |                                            |                                            |                                            |                                            |                                            |                                            |
| Fonte 2: BBC Weather (apenas sol) (Apenas alta recorde de Junho) |                                            |                                            |                                            |                                            |                                            |                                            |                                            |                                            |                                            |                                            |                                            |                                            |                                            |

## Demografia
É a maior cidade groenlandesa com 19 915 habitantes (2024), sendo também a de maior crescimento populacional registrado nos últimos anos.

Juntamente com Tasiilaq, uma das poucas no país que exibe padrões de crescimento estáveis ao longo das duas últimas décadas. A população aumentou significativamente desde 1990. Em 2000, registrou 16% de crescimento de população comparado ao último censo.

## Economia
A economia de Nuuk é cacterizada pela pesca e a industria pesqueira (camarão, bacalhau, etc...), pelo turismo, e pelas atividades do porto (aberto durante todo o ano) e do aeroporto local. São igualmente relevantes a central hidroelétrica de Buksefjorden e as diversas instituições politicas, administrativas, educacionais e culturais.

Possui muita diversidade na área comercial. Na cidade existem sedes de bancos, agências de viagens, empresas industriais e restaurantes especializados na culinária do Ártico. É na cidade também que se situa a sede do Royal Greenland Company, um dos maiores exportadores e processadores no mundo de peixe e derivados do pescado.
Os setores económicos no futuro serão o turismo e os serviços energéticos, estando Nuuk já a beneficiar cada vez mais do crescente tráfego no Ártico.

## Infraestrutura

### Transportes

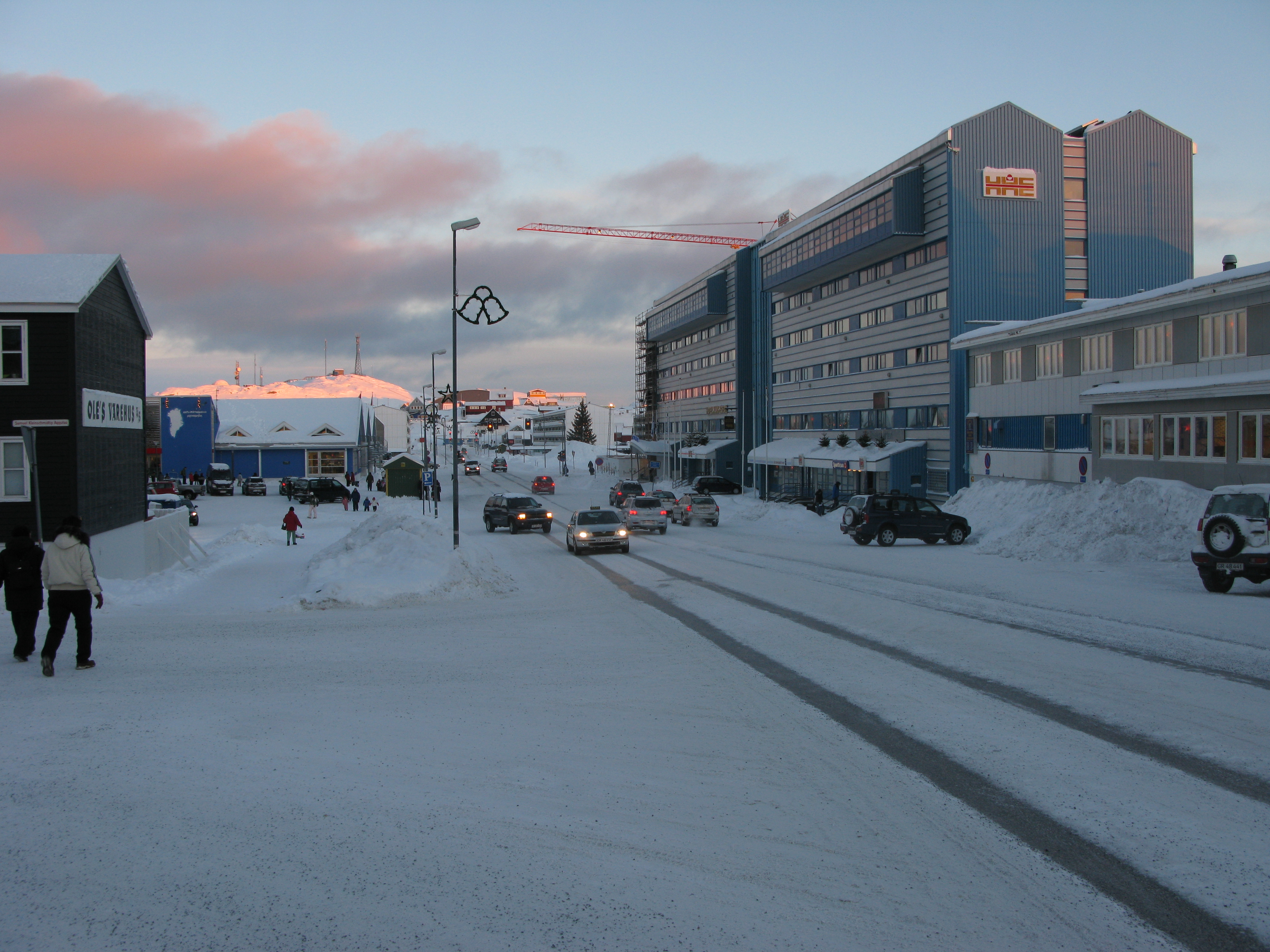
Vista da rodovia Aqqusinersuaq, a principal de Nuuk.

A cidade tem o seu próprio sistema de transportes urbanos, e dispõe do porto de Nuuk, aberto praticamente todo o ano, assim como do aeroporto de Nuuk, a 4 km do centro da cidade.

#### Aéreos
O aeroporto internacional de Nuuk está situado na cidade, a 4 quilômetros a nordeste do centro comercial.                                      Foi construído em 1979, é o mais movimentado do país e operado pela Air Greenland, que também está sediada em Nuuk e opera a sua base técnica no aeroporto.                                                      
Assegura a conexão de Nuuk a outras localidades do país e à Europa. 

#### Marítimos
A cidade dispõe do porto de Nuuk, servido pela companhia de navegação Arctic Umiaq Line que  escala a costa oeste e noroeste da Groenlândia, interligando a capital às localidades da região e servindo como uma base de transporte regional.

#### Terrestres
As ruas de Nuuk em geral, são largas e quase não há problemas de trânsito como nas grandes capitais mundiais, como o congestionamento de automóveis. A principal rodovia da cidade é a Aqqusinersuaq, que conta com um grande número de lojas e prédios públicos, além de abrigar o Hotel Hans Egede o maior e mais antigo da cidade.
 
Grande parte dos 72 ônibus (pt: autocarros) que servem a localidade e os 2.570 carros registrados (dados de 2004) operam ativamente em Nuuk.                                                          
A empresa Nuup Bussii assegura os serviços de transporte coletivo frequentes para os bairros periféricos, como o Nuussuaq e Qinngorput.

A cidade possui uns 100 km de ruas e estradas asfaltadas, entre as quais a Frederick, Herning, Hillerød, Østermarie e Vanløse.

### Educação
A Universidade da Gronelândia (Ilisimatusarfik) – fundada em 1989, com o objetivo de ensinar e investigar a língua, a cultura e a literatura gronelandesas – oferece cursos em dinamarquês, gronelandês e inglês, concentrando o seu ensino e investigação em temas relacionados com o Ártico.

A cidade de Nuuk possuí uma rede de escolas de ensino básico e secundário, e dispõe igualmente de educação média, profissional e superior.

- Escolas públicas de ensino básico (kommunale folkeskoler)
- Escola livre (friskola),
- Universidade da Gronelândia (Ilisimatusarfik; 1987; universidade pública)
- Escola Técnica de Nuuk (Nuuk Technical College)
- Escola Gronelandesa de Jornalismo (The Greenlandic School of Journalism)
- Escola Superior de Educação da Gronelândia (Ilinniarfissuaq; 1845; formação de professores)

Estudantes vindos de toda a Gronelândia, fazem os seus estudos em diversas escolas da cidade:

- Escola secundária do Centro da Gronelândia (Midtgrønlands Gymnasium)
- Escola de Comércio (Niuernermik Ilinniarfik)
- Escola Técnica (Saviminilerinermik Ilinniarfik)
- Escola de Navegação e Pesca (Imarsiornermik Ilinniarfik)
- Escola de Saúde (Peqqissaanermik Ilinniarfik)
- Escola Dramática (Nunatta Isiginnaartitsinermik Ilinniarfia), agregada ao Teatro Nacional da Gronelândia (Nunatta Isiginnaartitsisarfia)

### Saúde

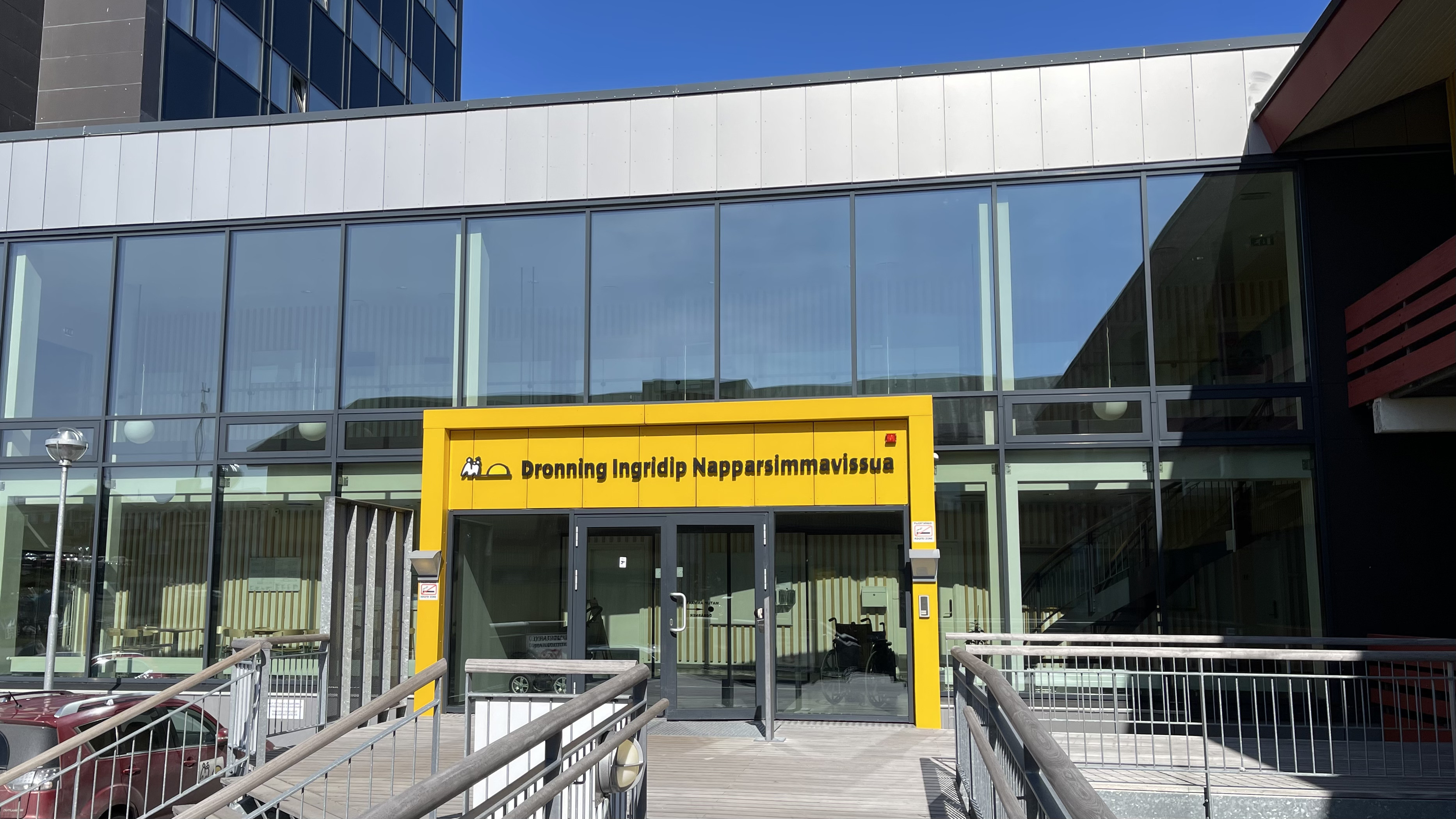
Entrada do Hospital Rainha Ingrid.

O sistema de saúde de Nuuk conta com um hospital nacional, sendo a assistência médica e dentária, assim como os medicamentos, acessiveis a todos os habitantes.

- Hospital Rainha Ingrid (Dronning Ingrids Hospital; 1992)
- 2 lares de idosos (alderdomshjem)

### Casas
As casas são pintadas com cores fortes e vivas, dando alguma cor à paisagem.

## Cultura e sociedade

### Turismo
A cidade possui diversos hotéis e pousadas, com destaque para o Hotel Hans Egede, o maior da Gronelândia. Em 1992, foi construído o Escritório de Turismo de Nuuk, no mesmo prédio onde funciona o Conselho Nacional de Turismo da Gronelândia. O órgão é responsável por fornecer informações a turistas e funciona também como um atrativo turístico. Semanalmente, há excursões que permitem a exploração da natureza do Ártico nos arredores da capital.
Por se localizar na foz de um grupo de fiordes, é tida como uma boa localidade para uma viagem para observar as baleias, um passeio de trenó puxado por cães do ártico e renas e para a exploração das geleiras. Outros atrativos turísticos são o Museu Nacional de Arquivos, que exibe coleções de raros artefatos arqueológicos nórdicos e inuítes, e o Centro Cultural Katuaq que oferece uma mostra de música e arte contemporânea groenlandesa.

## Desporto
A cidade é o lar do clube B-67 (também conhecido como B-67 Nuuk), e ainda de outros clubes como o GSS Nuuk.

Entre as suas instalações desportivas estão:

- Estádio de Nuuk (Nuuk Stadion; futebol)
- Arena de Godthåb (Godthåbhallen; andebol)
- Piscina Malik (Simhallen Malik; natação)

A cidade é a sede de um evento desportivo:

- Maratona de Nuuk (Nuuk Marathon; corrida anual em agosto; maratona de 42 km e meia maratona de 21 km)

## Património histórico, cultural e turístico
A cidade dispõe de um património turístico e cultural, onde pode ser destacado:

- Centro Cultural da Gronelândia (Katuaq, Grønlands Kulturhus ; casa da cultura de todo o país, oferece exposições de arte, teatro, conferências, música)
- Museu de Arte de Nuuk (Nuuk Kunstmuseum ; museu de arte.)
- Museu Nacional da Gronelândia (Nunatta katersugaasivia allagaateqarfialu, Grønlands Nationalmuseum ; exibe a arte e a história do país.)
- Cidade colonial (Kolonihavnen ; cidade antiga, séc. XVIII-XX)

## Galeria

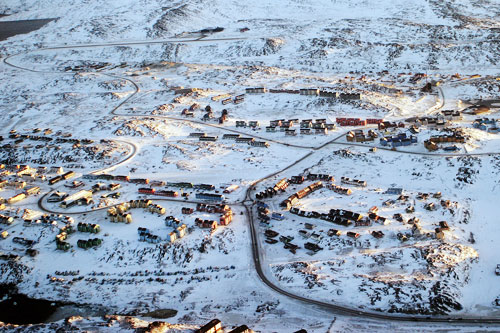
Vista aérea da cidade
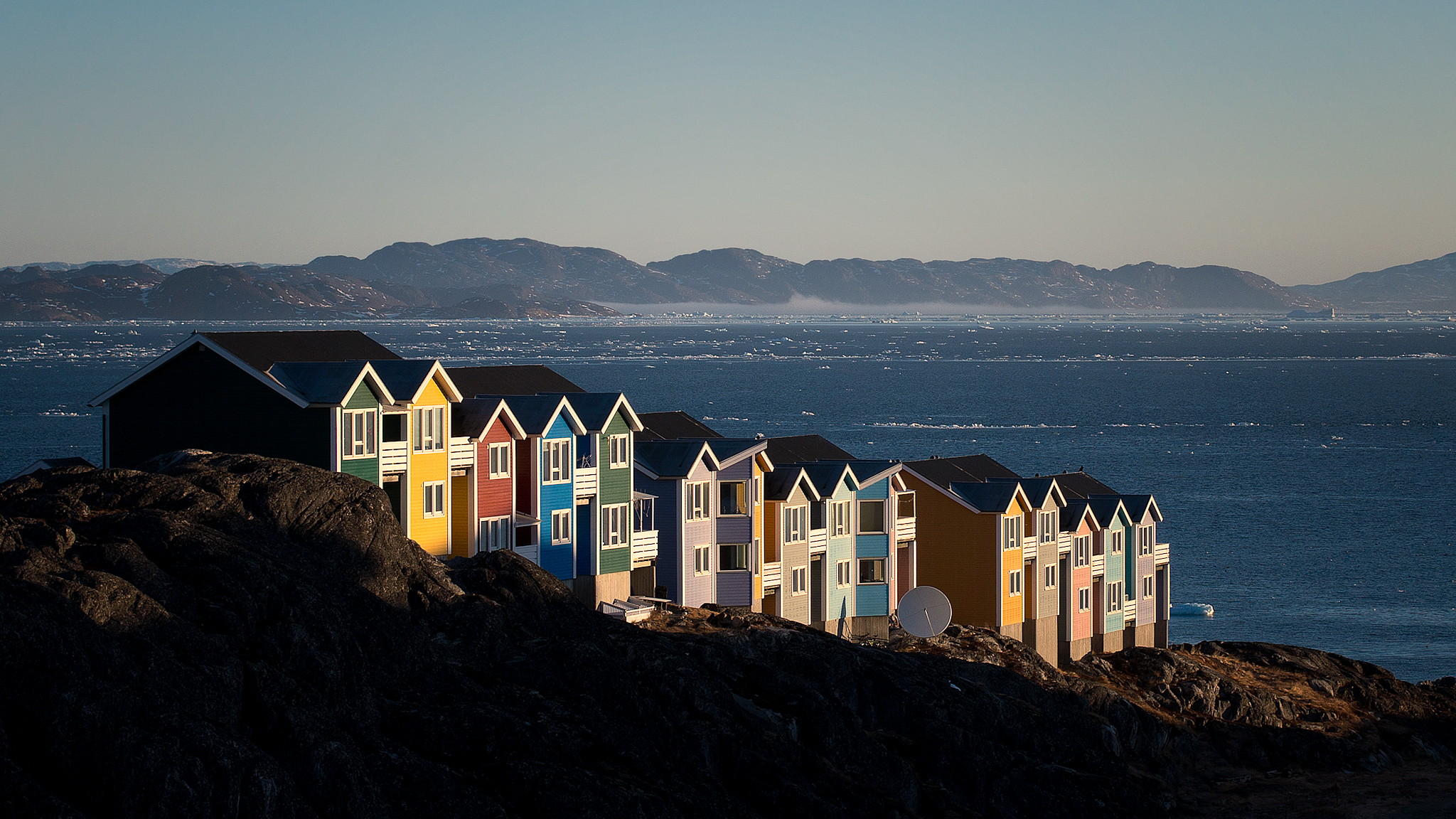
Casas em ambiente ártico
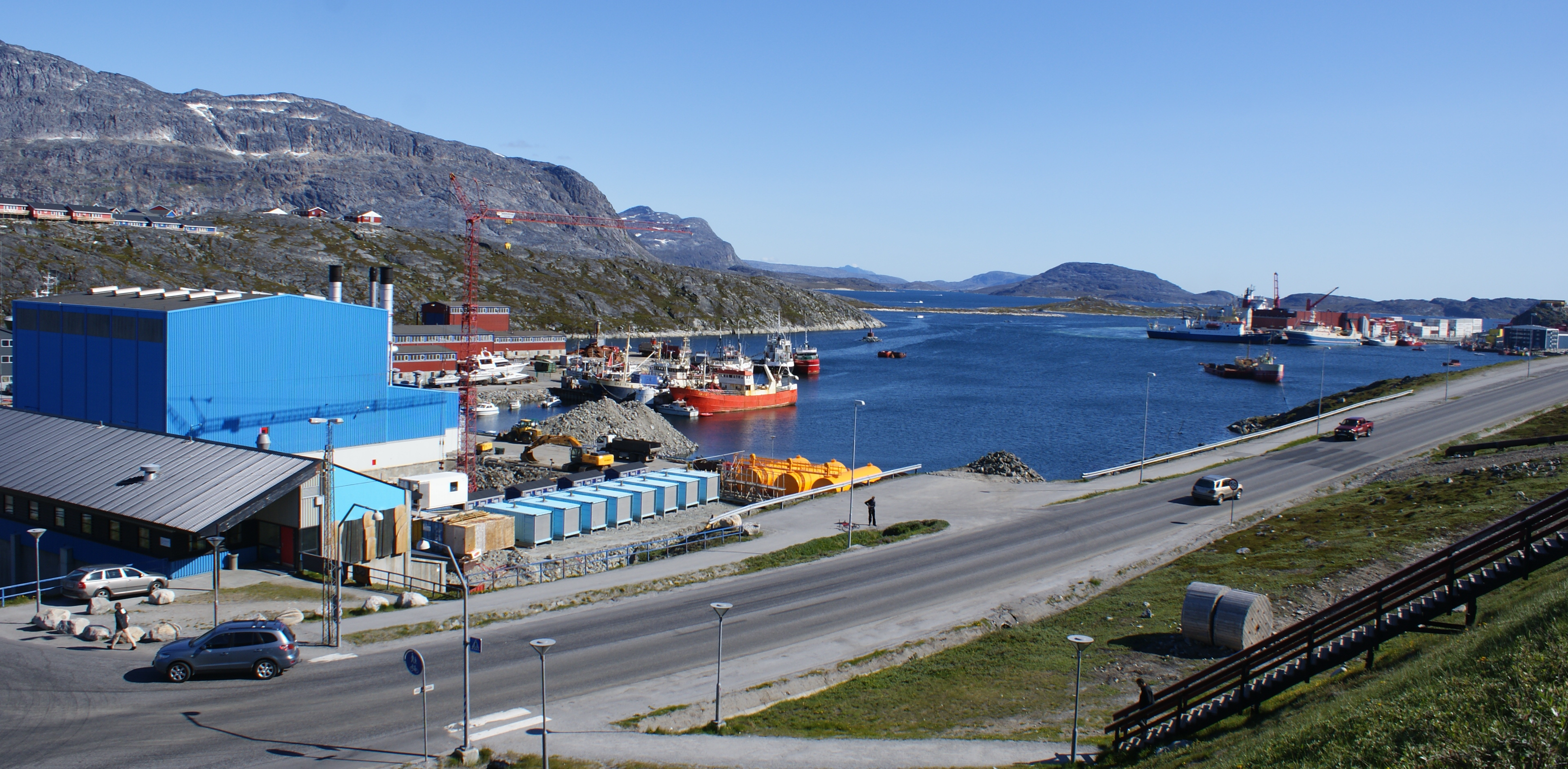
O porto da cidade
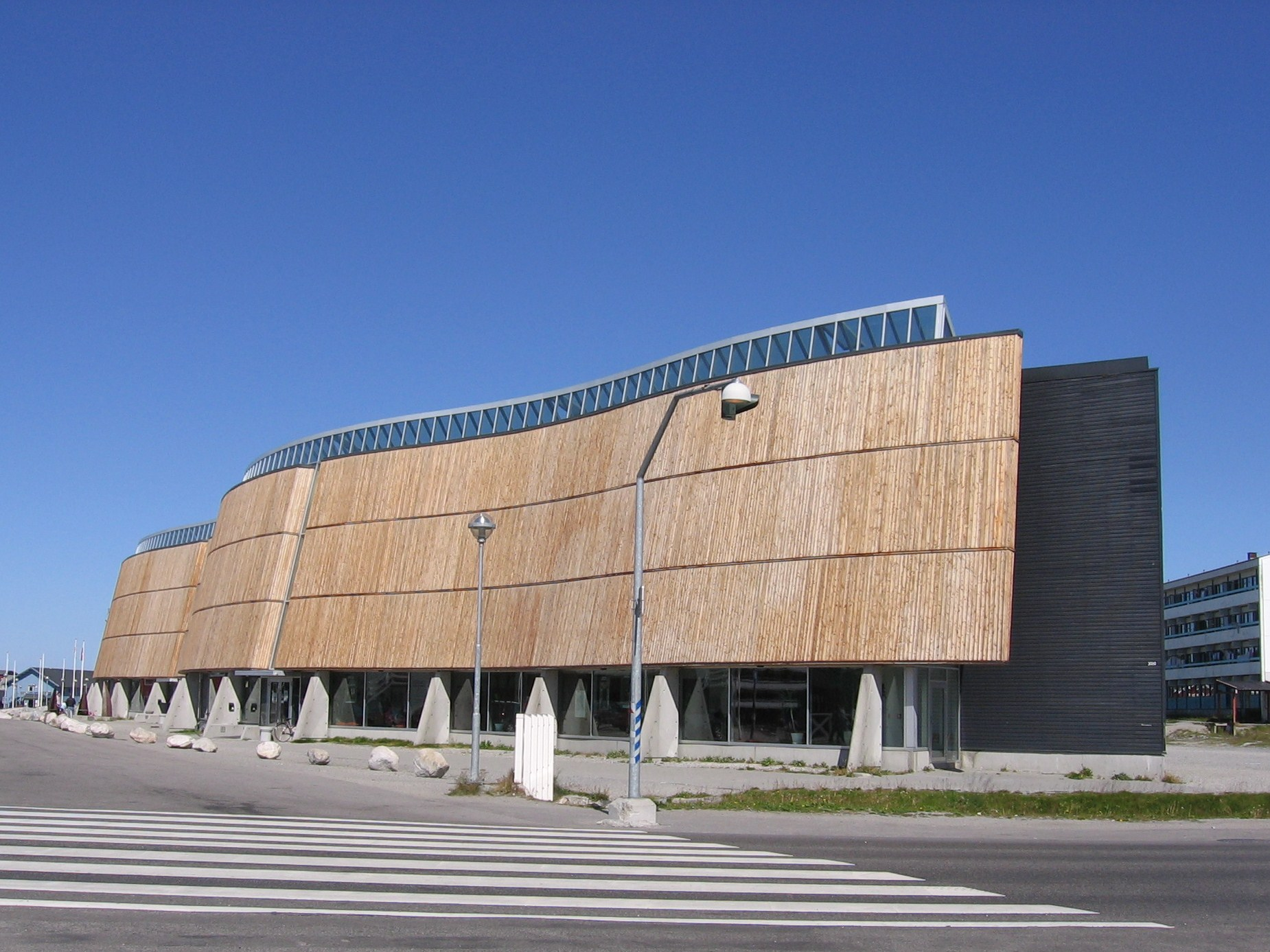
Casa da Cultura da Gronelândia (Katuaq)
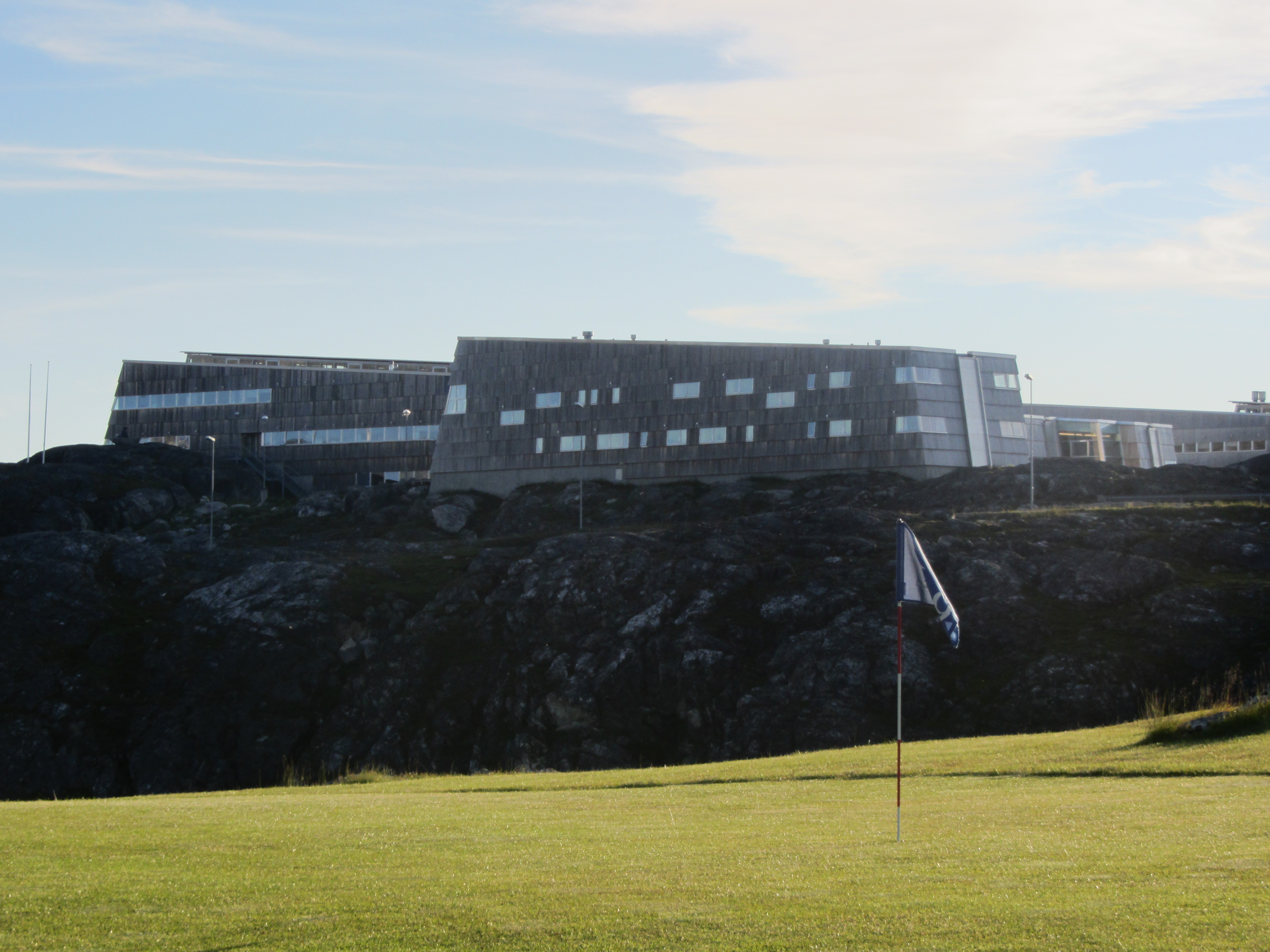
Campo de golfe com a universidade ao fundo
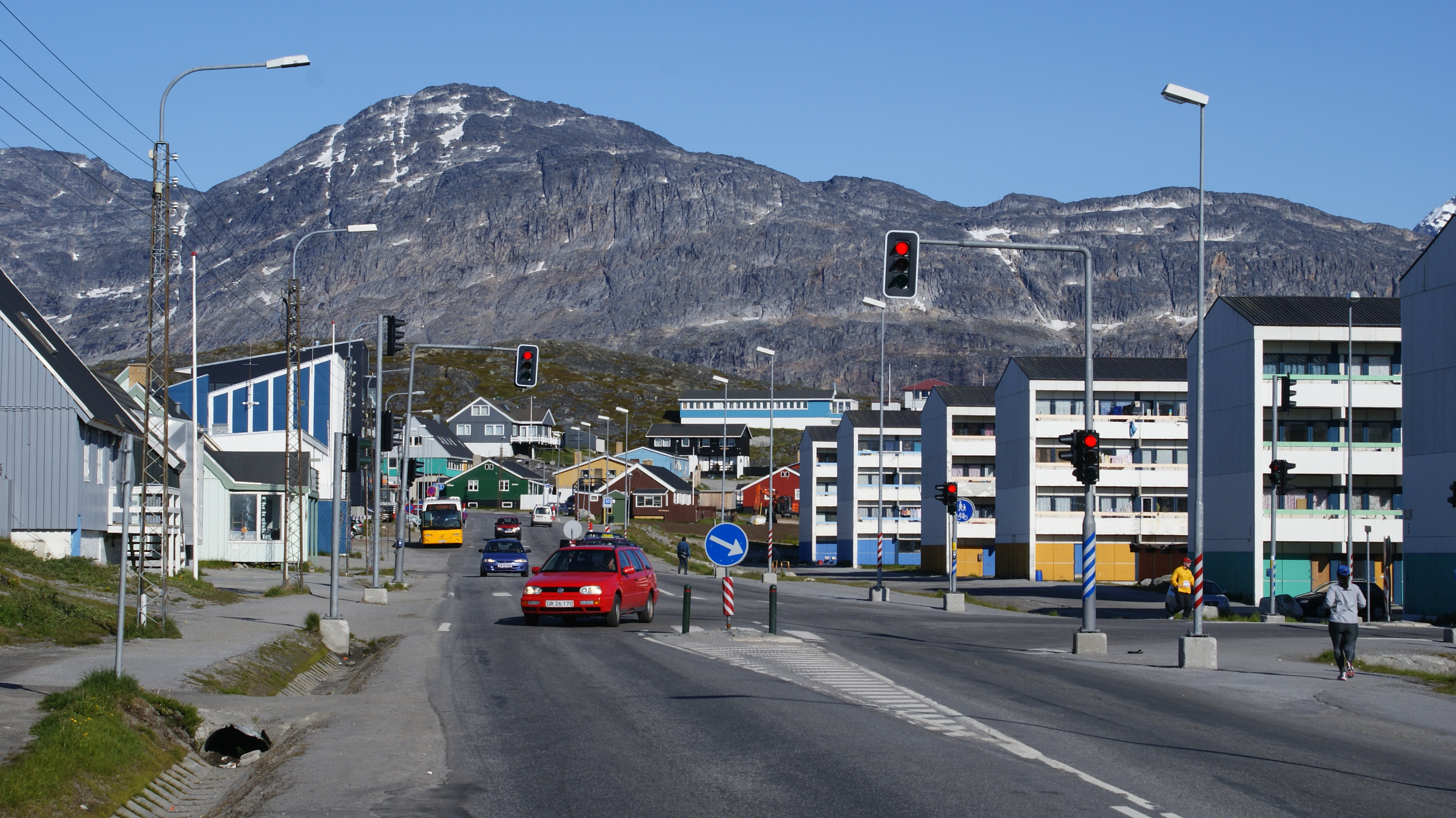
O centro da cidade